# Perdita hubbelli
Perdita hubbelli är en biart som beskrevs av Timberlake 1980. Perdita hubbelli ingår i släktet Perdita och familjen grävbin. Inga underarter finns listade i Catalogue of Life.